# Vuelta a Guatemala 2018
La 58.ª edición de la Vuelta a Guatemala se celebró entre el 23 y el 1 de noviembre de 2018 con inicio y final en Ciudad de Guatemala. El recorrido constó de un total de 10 etapas sobre una distancia total de 1008,2 km.
La carrera hizo parte del circuito UCI America Tour 2019 dentro de la categoría 2.2, siendo la primera carrera de dicho circuito para la temporada 2018-2019 y fue ganada por el ciclista guatemalteco Alfredo Ajpacajá del equipo Decorabaños. El podio lo completaron los también guatemaltecos Manuel Rodas de Decorabaños y Jonathan de León de Hino-One-La Red.

## Equipos participantes
Tomaron la partida un total de 19 equipos, de los cuales 18 fueron equipos regionales y de clubes y la selección nacional de Perú, quienes conformaron un pelotón de 111 ciclistas de los cuales terminaron 95. Los equipos participantes fueron:
| Equipo nacional- Perú Equipos regionales y de clubes (17)- Asociación Chimaltenango - Asociación de el Quiche - Asociación de San Marcos - Asociación Quetzaltenango - Asociación Sololá Intercop - Australian Sacatepéquez - Cuajo Luna - Decorabaños - Dym Tlaxcala - Global Cycling Team - Hino-One-La Red - Marc Pro Cycling - Múltiples Corella - Ópticas de Luxe-Ninossport - Primero Villa de Leyva - Taller y Distribuidora Hnos Soto - Teo-Totonicapán Unknown team category- Ediciones Mar de Ciclismo |
| |

## Recorrido
| Etapa      | Fecha     | Recorrido                                             | type                    | Distancia (km) | Ganador          | Líder            |
| ---------- | --------- | ----------------------------------------------------- | ----------------------- | -------------- | ---------------- | ---------------- |
| 1.ª etapa  | 23 de oct | Ciudad de Guatemala – Guastatoya                      | etapa escarpada         | 87,4           | Alonso Gamero    | Alonso Gamero    |
| 2.ª etapa  | 24 de oct | Jalapa – El Progreso                                  | etapa llana             | 98,3           | Alonso Gamero    | Alonso Gamero    |
| 3.ª etapa  | 25 de oct | Asunción Mita – San José Pinula                       | etapa de media montaña  | 133,5          | Luis López       | Alfredo Ajpacajá |
| 4.ª etapa  | 26 de oct | Amatitlán – San José El Ídolo                         | etapa llana             | 121            | Stephan Bakker   | Alfredo Ajpacajá |
| 5.ª etapa  | 27 de oct | Aldea El Rosario – San Sebastián                      | contrarreloj individual | 33,5           | Manuel Rodas     | Alfredo Ajpacajá |
| 6.ª etapa  | 28 de oct | San Cristóbal Totonicapán – San Cristóbal Totonicapán | etapa llana             | 143,5          | André González   | Alfredo Ajpacajá |
| 7.ª etapa  | 29 de oct | San Pedro Sacatepéquez – San Pedro Sacatepéquez       | etapa llana             | 116            | Alfredo Ajpacajá | Alfredo Ajpacajá |
| 8.ª etapa  | 30 de oct | Chichicastenango – Cumbre María Tecún                 | cronoescalada           | 18             | Alfredo Ajpacajá | Alfredo Ajpacajá |
| 9.ª etapa  | 31 de oct | Santa Lucía Utatlán – Patzicía                        | etapa escarpada         | 117            | Alonso Gamero    | Alfredo Ajpacajá |
| 10.ª etapa | 1 de nov  | Ciudad de Guatemala – Ciudad de Guatemala             | etapa llana             | 140            | Álder Torres     | Alfredo Ajpacajá |

## Clasificaciones finales
Las clasificaciones finalizaron de la siguiente forma:

### Clasificación general
| \| Clasificación general \| Clasificación general \| Clasificación general \| Clasificación general \| Clasificación general \| \| Ciclista \| Ciclista \| Equipo \| Tiempo \| \| \| --------------------- \| --------------------- \| -------------------------- \| --------------------- \| --------------------- \| \| 1.º \| Alfredo Ajpacajá \| Decorabaños \| 24 h 10 min 25 s \| \| \| 2.º \| Manuel Rodas \| Decorabaños \| + 1 min 31 s \| \| \| 3.º \| Jonathan de León \| Hino-One-La Red \| + 1 min 55 s \| \| \| 4.º \| Álder Torres \| Hino-One-La Red \| + 2 min 32 s \| \| \| 5.º \| Luis Alfredo Martínez \| Primero Villa de Leyva \| + 7 min 32 s \| \| \| 6.º \| Alonso Gamero \| Perú \| + 7 min 42 s \| \| \| 7.º \| Luis López \| Ópticas de Luxe-Ninossport \| + 8 min 23 s \| \| \| 8.º \| Walter Escobar \| Decorabaños \| + 8 min 44 s \| \| \| 9.º \| Melvin Borón \| Ópticas de Luxe-Ninossport \| + 10 min 43 s \| \| \| 10.º \| Mardoqueo Vásquez \| Cuajo Luna \| + 10 min 53 s \| \| |                       |                            |                  |
| |                       |                            |                  |
| Fuente: ProCyclingStats |                       |                            |                  |
| Clasificación general |                       |                            |                  |
| Ciclista | Ciclista              | Equipo                     | Tiempo           |
| 1.º | Alfredo Ajpacajá      | Decorabaños                | 24 h 10 min 25 s |
| 2.º | Manuel Rodas          | Decorabaños                | + 1 min 31 s     |
| 3.º | Jonathan de León      | Hino-One-La Red            | + 1 min 55 s     |
| 4.º | Álder Torres          | Hino-One-La Red            | + 2 min 32 s     |
| 5.º | Luis Alfredo Martínez | Primero Villa de Leyva     | + 7 min 32 s     |
| 6.º | Alonso Gamero         | Perú                       | + 7 min 42 s     |
| 7.º | Luis López            | Ópticas de Luxe-Ninossport | + 8 min 23 s     |
| 8.º | Walter Escobar        | Decorabaños                | + 8 min 44 s     |
| 9.º | Melvin Borón          | Ópticas de Luxe-Ninossport | + 10 min 43 s    |
| 10.º | Mardoqueo Vásquez     | Cuajo Luna                 | + 10 min 53 s    |

### Clasificación de la montaña
| Clasificación de la montaña | Clasificación de la montaña | Clasificación de la montaña | Clasificación de la montaña | Clasificación de la montaña |
| Ciclista                    | Ciclista                    | Equipo                      | Puntos                      |                             |
| --------------------------- | --------------------------- | --------------------------- | --------------------------- | --------------------------- |
| 1.º                         | Yeison Rincón               | Ediciones Mar de Ciclismo   | 31 pts                      |                             |
| 2.º                         | Walter Escobar              | Decorabaños                 | 13 pts                      |                             |
| 3.º                         | Álder Torres                | Hino-One-La Red             | 11 pts                      |                             |
| 4.º                         | Luis Alfredo Martínez       | Primero Villa de Leyva      | 8 pts                       |                             |
| 5.º                         | Alfredo Ajpacajá            | Decorabaños                 | 7 pts                       |                             |

### Clasificación de las metas volantes
| Clasificación de las metas volantes | Clasificación de las metas volantes | Clasificación de las metas volantes | Clasificación de las metas volantes | Clasificación de las metas volantes |
| Ciclista                            | Ciclista                            | Equipo                              | Puntos                              |                                     |
| ----------------------------------- | ----------------------------------- | ----------------------------------- | ----------------------------------- | ----------------------------------- |
| 1.º                                 | Dorian Monterroso                   | Decorabaños                         | 29 pts                              |                                     |
| 2.º                                 | Alain Quispe                        | Perú                                | 21 pts                              |                                     |
| 3.º                                 | André González                      | Perú                                | 17 pts                              |                                     |
| 4.º                                 | Santos Crispin                      | Hino-One-La Red                     | 16 pts                              |                                     |
| 5.º                                 | Stephan Bakker                      | Monkey Town Continental             | 15 pts                              |                                     |

### Clasificación sub-23
| Clasificación sub-23 | Clasificación sub-23 | Clasificación sub-23       | Clasificación sub-23 | Clasificación sub-23 |
| Ciclista             | Ciclista             | Equipo                     | Tiempo               |                      |
| -------------------- | -------------------- | -------------------------- | -------------------- | -------------------- |
| 1.º                  | Luis López           | Ópticas de Luxe-Ninossport | 24 h 18 min 48 s     |                      |
| 2.º                  | Melvin Borón         | Ópticas de Luxe-Ninossport | + 2 min 20 s         |                      |
| 3.º                  | Ricardo Rivera       | Primero Villa de Leyva     | + 4 min 53 s         |                      |
| 4.º                  | José Corredera       | Múltiples Corella          | + 8 min 44 s         |                      |
| 5.º                  | André González       | Perú                       | + 9 min 49 s         |                      |

### Clasificación por equipos
| Clasificación por equipos | Clasificación por equipos  | Clasificación por equipos | Clasificación por equipos |
| Equipo                    | Equipo                     | Tiempo                    |                           |
| ------------------------- | -------------------------- | ------------------------- | ------------------------- |
| 1.º                       | Decorabaños                | 72 h 38 min 27 s          |                           |
| 2.º                       | Hino-One-La Red            | + 4 min 01 s              |                           |
| 3.º                       | Ópticas de Luxe-Ninossport | + 33 min 44 s             |                           |
| 4.º                       | Ediciones Mar de Ciclismo  | + 51 min 45 s             |                           |
| 5.º                       | Cuajo Luna                 | + 51 min 52 s             |                           |

## Evolución de las clasificaciones
| Etapa                   | Ganador de etapa        | Clasificación general | Clasificación de la montaña | Clasificación de las metas volantes | Clasificación sub-23 | Premio al mejor guatemalteco | Premio de la combatividad (Valores Olímpicos) | Clasificación por equipos |
| ----------------------- | ----------------------- | --------------------- | --------------------------- | ----------------------------------- | -------------------- | ---------------------------- | --------------------------------------------- | ------------------------- |
| 1.ª                     | Alonso Gamero           | Alonso Gamero         | Wálter Escobar              | Dorian Monterroso                   | Edgar Torres         | Dorian Monterroso            | Abel Jocholá                                  | Decorabaños               |
| 2.ª                     | Alonso Gamero           | Alonso Gamero         | Wálter Escobar              | Dorian Monterroso                   | Edgar Torres         | Brayan Ríos                  | Celso Ajpacajá                                | Decorabaños               |
| 3.ª                     | Luis López              | Alfredo Ajpacajá      | Yeison Rincón               | Stephan Bakker                      | Edgar Torres         | Edgar Torres                 | Marlon Fuentes                                | Hino-One-La Red           |
| 4.ª                     | Stephan Bakker          | Alfredo Ajpacajá      | Yeison Rincón               | Alain Quispe                        | Edgar Torres         | Leonardo González            | Yonatan Girón                                 | Hino-One-La Red           |
| 5.ª                     | Manuel Rodas            | Alfredo Ajpacajá      | Yeison Rincón               | Alain Quispe                        | Luis López           | Manuel Rodas                 | Eduardo Valey                                 | Decorabaños               |
| 6.ª                     | André González          | Alfredo Ajpacajá      | Yeison Rincón               | Alain Quispe                        | Luis López           | Santos Crispín               | José Alfredo Velásquez                        | Decorabaños               |
| 7.ª                     | Alfredo Ajpacajá        | Alfredo Ajpacajá      | Yeison Rincón               | Dorian Morerroso                    | Luis López           | Alfredo Ajpacajá             | Tony Lamber                                   | Decorabaños               |
| 8.ª                     | Alfredo Ajpacajá        | Alfredo Ajpacajá      | Yeison Rincón               | Dorian Morerroso                    | Luis López           | Alfredo Ajpacajá             | Werner Pérez                                  | Decorabaños               |
| 9.ª                     | Alonso Gamero           | Alfredo Ajpacajá      | Yeison Rincón               | Dorian Morerroso                    | Luis López           | Dorian Monterroso            | Fredy Toc                                     | Decorabaños               |
| 10.ª                    | Álder Torres            | Alfredo Ajpacajá      | Yeison Rincón               | Dorian Morerroso                    | Luis López           | Álder Torres                 | Mardoqueo Vásquez                             | Decorabaños               |
| Clasificaciones finales | Clasificaciones finales | Alfredo Ajpacajá      | Yeison Rincón               | Dorian Monterroso                   | Luis López           | N/A                          | N/A                                           | Decorabaños               |